# Звонок (фильм, 1998)
«Звонок» (яп. リング Рингу) — японский фильм ужасов, снятый в 1998 году Хидэо Накатой по мотивам одноимённого романа Кодзи Судзуки. В главных ролях снялись Нанако Мацусима, Мики Накатани и Хироюки Санада. История повествует о репортёре, которая расследует тайну проклятой видеокассеты.
Создание фильма заняло около девяти месяцев, он снимался одновременно с сиквелом «Спираль», в котором участвовал почти тот же актёрский состав. Обе картины были выпущены в Японии в один день, 31 января 1998 года.
«Звонок» был успешен в прокате. Он получил положительные оценки от критиков по всему миру и культовый статус, породив франшизу, а также американский ремейк.

## Сюжет
Подруга рассказывает Томоко Оиси популярную в школе страшилку: один подросток хотел записать телепрограмму на видеокассету, но ошибся в настройках, в результате чего на кассету был записан странный видеоряд, в конце которого женщина смотрит с экрана на зрителя и сообщает ему, что через неделю он умрёт; сразу после этого раздаётся телефонный звонок, подросток поднимает трубку, и слышит из неё: «Ты это видел»; через неделю он умирает. Томоко напугана: оказывается, она и трое её друзей неделю назад увидели описанную в страшилке запись и слышали голос по телефону. Тем же вечером Томоко умирает, а подруга, оказавшаяся с ней в момент смерти, сходит с ума. Как выясняется позднее, тем же вечером умирают и трое её друзей, видевших запись. Причину смерти установить не удаётся, такое впечатление, что у них просто остановилось сердце. У всех умерших на лицах гримаса ужаса.
Репортёр Рэйко Асакава — тётя Томоко — давно заинтересовалась историей о проклятой видеозаписи, которая ходит среди школьников, и занимается поиском её корней, но раньше не могла найти никаких реальных следов. Смерть племянницы и её друзей, рассказавших нескольким свидетелям об увиденном, становится первым подтверждением реальности проклятия. Другим материальным свидетельством становятся совместные фотографии, сделанные ребятами после просмотра записи; на них лица всей четвёрки страшно искажены. Асакава находит домик в сельской местности, где отдыхали подростки, наведывается туда и обнаруживает видеокассету с проклятой записью — она не была подписана и стояла в числе многих других на полке у хозяина, предоставлявшего домик в аренду. Она смотрит видеозапись — та соответствует описанию страшилки. После просмотра раздаётся телефонный звонок, в трубке Асакава слышит уже известные ей слова. Осознав, что ей осталось жить неделю, она обращается за помощью к своему бывшему мужу, Рюдзи Такаяме, обладающему некоторыми экстрасенсорными способностями. Вместе бывшие супруги начинают расследование, чтобы выяснить связь видеозаписи и странных смертей.
Сначала Такаяма пытается убедить Асакаву, что запись не может быть опасна сама по себе, для чего смотрит её сам. Никакого звонка не происходит. Такаяма берёт себе копию записи и начинает изучать её, чтобы найти какие-либо указания на автора. Но через несколько дней, когда они посещают домик, где была найдена первая кассета, звонок раздаётся. Да и сам Такаяма всё больше чувствует, что они имеют дело с чем-то действительно потусторонним. Желание достичь цели подстёгивается тем, что сын Асакавы также, по стечению обстоятельств, увидел видеозапись. Подбила его на просмотр, по его уверению, мёртвая Томоко, которую он продолжает видеть.
Расследование занимает всю неделю и выводит Асакаву и Такаяму на сорокалетней давности историю о женщине-экстрасенсе Сидзуко и её дочери Садако, способной убивать людей силой одного своего желания. В последние часы, оставшиеся Асакаве, они делают единственное, что приходит в голову: находят останки Садако, убитой в своё время собственным отцом и брошенной в колодец на месте злополучного домика. Они надеются, что остановят проклятие, передав останки родственникам девушки для должного погребения.
В назначенное время с Асакавой ничего не происходит, герои считают, что избавились от проклятия. Но на следующий день умирает Такаяма. Оказывается, ничего не закончилось. Проклятие продолжает действовать. Асакава пытается понять, почему смерть обошла её. Придя домой к Такаяме, она видит его призрак, который знаками подсказывает разгадку: в отличие от всех погибших, она сделала копию записи и показала её другому человеку — Такаяме. Видимо, передать проклятие другому — единственный способ спастись. Взяв видеомагнитофон и кассету, Асакава спешит к сыну.

## В ролях
- Нанако Мацусима[англ.] — Рэйко Асакава, журналистка, расследующая смерть племянницы и обнаружившая проклятую видеокассету.
- Хироюки Санада — Рюдзи Такаяма, бывший муж Рэйко, экс-студент медицинского вуза, ставший университетским профессором. Обладает шестым чувством, позволяющим ощущать сверхъестественное.
- Рикия Отака[англ.] — Ёити Асакава, маленький сын Рэйко, унаследовавший шестое чувство от отца.
- Мики Накатани — Маи Такано, студентка Рюдзи.
- Юко Такэути[англ.] — Томоко Оиси, племянница Рэйко, посмотревшая проклятую видеокассету и ставшая одной из первых жертв.
- Хитоми Сато[англ.] — Масами Курахаси, лучшая подруга Томоко.
- Дайсукэ Бан[англ.] — доктор Хэйхатиро Икума, отец Садако, сбросивший её в колодец.
- Риэ Ино[англ.] — Садако Ямамура, девушка с паранормальными способностями, убитая в колодце, её дух остался жить на видеокассете.
- Масако — Сидзуко Ямамура, мать Садако, также обладавшая экстрасенсорными способностями, но покончившая с собой после неудачного публичного эксперимента.
- Ёити Нумата[англ.] — Такаси Ямамура, дядя Садако, управляющий гостиницей на острове Осима.
- Ютака Мацусигэ[англ.] — Ёсино, журналист, коллега Рэйко.
- Кацуми Мурамацу — Коити Асакава, отец Рэйко.

## Производство
Фильм основан на одноимённом романе японского писателя Кодзи Судзуки, вышедшем в 1991 году. Сюжет книги основан на реальной истории двух женщин — Тидзуко Мифунэ и Садако Такахаси. Первая заявляла, что является медиумом и обладает экстрасенсорными способностями. По просьбе профессора Токийского университета Томокити Фукураи Мифунэ провела публичный сеанс, во время которого должна была угадать изображения, спрятанные в конверте. После множества ошибок её признали шарлатанкой, вскоре, в 1911 году, женщина покончила с собой. Садако Такахаси родилась за год до смерти Мифунэ и также утверждала, что обладает сверхъестественными способностями, а именно якобы умела силой мысли выжигать образы на фотоплёнке. В 1924 году девушка умерла от туберкулёза. Роман имел успех, но не стал безусловным бестселлером. Спустя четыре года после публикации он был впервые экранизирован на телевидении — фильмом Тисуи Такигавы «Звонок: Полная версия» (1995). Сюжетно эта экранизация ближе к первоисточнику, чем работа Накаты.

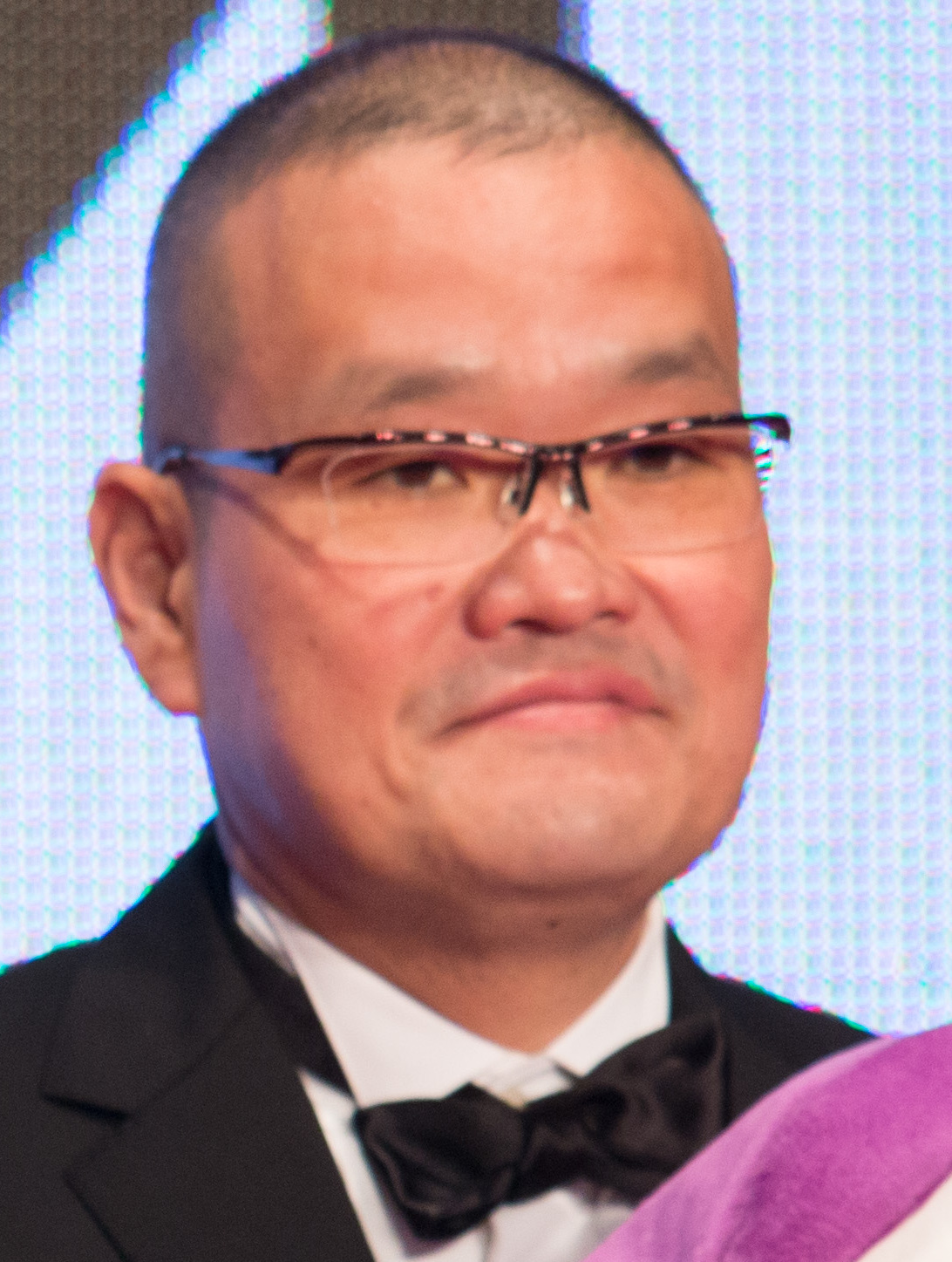
Режиссёр фильма Хидэо Наката в 2015 году

Режиссёр фильма 1998 года Хидэо Наката начал карьеру в студии Nikkatsu, которая в то время специализировалась на проектах в жанре пинку-эйга. В течение семи лет он работал ассистентом режиссёра и участвовал в съёмках низкобюджетных картин. В 1991 году Наката уехал в Лондон, чтобы изучать движение «свободного кино», но к моменту его возвращения на родину в 1993 году студия Nikkatsu обанкротилась. Его режиссёрским дебютом стал фильм «Актриса-призрак» (1996), близкий к «Звонку» по сюжету и визуальному стилю. Картина недолго продержалась в прокате, но привлекла внимание на нескольких кинофестивалях. Судзуки попросил взяться за экранизацию своего романа зарекомендовавшего себя Накату.  
Коллега Накаты по «Актрисе-призраку» Хироси Такахаси выступил сценаристом. Из романа был взят сюжетный костяк, описанный самим Судзуки как смесь из фильма «Полтергейст» (1982) и традиционного японского народного творчества. В отличие от книги, где протагонистом является женатый мужчина Кадзуюки Асакава, главной героиней фильма выступает разведённая женщина, журналистка Рейко Асакава. Для режиссёра было важно показать устаревание традиционной модели семьи.
Бюджет «Звонка» составил около 1,5 миллинов долларов, который Наката назвал «ни низким, ни высоким», а «довольно стандартным для такого фильма». Композитором выступил Кэндзи Каваи, который написал 50 дорожек для звуковых эффектов. Для звука телефона он микшировал четыре разных дорожки разного качества, чтобы тот «не звучал как голливудские».
«Звонок» снят нарочито минималистично с целью вызвать у зрителя эффект присутствия, который в дальнейшем будет использоваться в картинах жанра «найденная плёнка». Кадры сеанса экстрасенса с Сидзуко и Садако были записаны на 35-миллиметровую плёнку, затем в лаборатории изображение обработали на компьютере, чтобы добиться зернистости. По словам режиссёра, специалист лаборатории не хотел раскрывать профессиональный секрет, поэтому создатели картины так и не узнали, что именно сделали для получения такой текстуры. Для сцен из проклятой видеокассеты авторы использовали такой же приём, дополнительно скрывая направление источников света и убирая ориентиры, указывающие на место действия, чтобы передать «атмосферу сна, в которой невозможно понять, что есть что». Для усиления неестественности походки призрака Садако во время сцены её появления, актрису театра кабуки Риэ Ино сняли идущей задом наперёд, а при монтаже сделали обратную перемотку. Резкие движения Ино вдохновлены танцом буто.

## Анализ
«Звонок» противопоставляет традиционное и современное через образы центральных персонажей и самого проклятия, распространяющегося посредством технологий. При этом акцент делается не на критике деструктивной роли технического прогресса в повседневной жизни, а на изображении мира, в котором человек уже адаптировался к зависимости от технологических средств. Эти средства, вопреки своей предполагаемой функции объединения, усиливают уязвимость человека, оставляя его в одиночестве перед лицом неизбежной угрозы.
Садако сознательно воплощает классический образ японского призрака — юрэй. Её история перекликается с легендой Бантё Сараясики, в которой служанка Окику, отказавшая самураю, была убита и сброшена в колодец. Канонический облик Садако, с лицом, скрытым за длинными чёрными волосами, отсылает к образу О-Ивы из легенды Ёцуя Кайдан: в театре кабуки её призрак появляется с искажённым лицом, спрятанным под распущенными волосами, которые она расчёсывает. Этот визуальный мотив был использован в одной из сцен с проклятой видеокассетой. Хидэо Наката намеренно избегал показывать лицо Садако, считая, что в его предыдущей работе избыточная демонстрация облика призрака снижала психологическое воздействие. В «Звонке» он сделал ставку не на внезапные пугающие эффекты, а на постепенное нагнетание страха, позволяя зрителю самому достраивать пугающие образы. Несмотря на то что сюжет картины повествует о смертях, в фильме нет ни одной сцены смерти: ни кровь, ни физическое противостояние с антагонистом не демонстрируются. Чтобы напугать зрителя, режиссёр создаёт особую атмосферу, достигаемую за счёт приглушённого освещения и плавных движений камеры. Средства художественной выразительности скупы: используются минимум изобразительных приёмов. Это касается и сюжета — привычная для жанрового кино любовная линия отсутствует, а детали повседневной жизни персонажей остаются нераскрытыми.
Колодец является распространённым образом в японском народном творчестве, поскольку во многих легендах о юрэй именно здесь находят свою гибель героини. Вода в японском фольклоре также обладает особым значением, служа проводником из мира людей в потусторонний мир.

## Приём

### Кассовые сборы
«Звонок» стал одним из лидеров японского проката в год выхода, заработав 1 миллиард иен и в итоге достигнув общей суммы сборов в 1,7 миллиарда иен. Однако наибольший успех картина имела в Гонконге, где её кассовые сборы в 31 миллион гонконгских долларов превысили показатели «Матрицы» (1999). До 2015 года «Звонок» оставался самым кассовым японским фильмом в регионе, пока его не обошла анимационная картина «Дораэмон: Останься со мной».

### Отзывы критиков
На сайте-агрегаторе Rotten Tomatoes уровень «свежести» фильма, основанный на 45 рецензиях, составляет 98%. Консенсус критиков гласит: «„Звонок” сочетает в себе сверхъестественные элементы с беспокойством по поводу современных технологий в поистине пугающей и тревожной манере».
Питер Брэдшоу из The Guardian назвал «Звонок» «по-настоящему страшным фильмом», однако отметил, что «порой сюжет становится эллиптическим и непонятным, из-за чего его развитие может быть запутанным». Сравнивая работу Накаты с американским ремейком 2002 года, Питер Траверс в статье для Rolling Stone заявил, что вторая картина не сравнится с первой «в первозданном, леденящем душу ужасе». Скотт Тобиас из The A.V. Club замечает, что резкий кадр или точно рассчитанный акцент в музыкальном сопровождении фильма способны «остановить сердце».

### Рейтинги и награды
Фильм был представлен на кинофестивале «Фантазия» в 1999 году и удостоился награды за лучшую полнометражную работу в азиатской секции. В 2010 году The Guardian включила «Звонок» в список 12 лучших хорроров всех времён, а журналист Стюарт Херитедж в своей статье для этой газеты назвал картину наиболее пугающей.

## Влияние
«Звонок» приобрёл статус международного феномена. Его глобальный релиз хронологически совпал с появлением другого значимого произведения в жанре хоррора — «Ведьмы из Блэр: Курсовая с того света» (1999) Эдуардо Санчеса и Дэниэла Мирика. Данный период был кризисным в развитии жанра: слэшеры 1990-х годов, создававшиеся под влиянием постмодернистского «Крика» (1996) Уэса Крэйвена, демонстрировали исчерпанность традиционных нарративных и визуальных приёмов. В этом контексте работы Накаты, а также Санчеса и Мирика, несмотря на явные стилистические различия, стали новым ветком в развитии жанра ужасов, основанным на принципах психологического напряжения и реалистичности.
В 2002 году вышел американский ремейк, снятый режиссёром Гором Вербински, который ещё больше усилил популярность азиатского хоррора в мире. Хотя фильм сохраняет верность оригиналу, он привносит в сюжет новые идеи, органично перенося японские мотивы в американский культурный контекст. Популярность американского «Звонка» вновь привлекла внимание критиков и зрителей к восточным фильмам ужасов, в которых представлена медлительная, гнетущая атмосфера. В тот момент жанр переживал всплеск популярности, спровоцировав волну американских ремейков практически каждого заметного азиатского хоррора: японских «Пульса», «Проклятия», «Одного пропущенного звонка», «Тёмные воды», корейской «Истории двух сестёр», гонконгского «Глаза» и тайского «Затвора».
«Звонок» 1998 года дал начало одноимённой франшизе.